# Kosmiczny Teleskop Spitzera
Kosmiczny Teleskop Spitzera (ang. SST, Spitzer Space Telescope, wcześniej znany jako Space Infrared Telescope Facility) – należący do NASA teleskop kosmiczny, przeznaczony do obserwacji kosmosu w zakresie promieniowania podczerwonego.
Teleskop, którego budowa kosztowała 670 milionów USD, został wystrzelony w przestrzeń kosmiczną na pokładzie rakiety Delta II 7920H ELV 25 sierpnia 2003 z przylądka Canaveral. Zakończył pracę w styczniu 2020 roku. SST został umieszczony na nietypowej orbicie heliocentrycznej, czyli wokółsłonecznej, zwykle satelity tego typu umieszcza się na orbicie geocentrycznej (obiegającej Ziemię). SST na swojej orbicie podąża za Ziemią i oddala się od niej o mniej więcej 0,1 jednostki astronomicznej rocznie. Na pokładzie SST znajdują się urządzenia przeznaczone do obserwacji promieniowania podczerwonego, średnica zwierciadła głównego teleskopu wynosi 85 cm, jest ono wykonane z berylu i w czasie pracy zostaje schładzane do temperatury 5,5 K (-267,7 °C).
W przeciwieństwie do większości teleskopów, których oficjalna nazwa jest nadawana przez instytucje naukowe, Teleskop Spitzera otrzymał swoją nazwę w wyniku konkursu otwartego dla wszystkich. Nazwany został na cześć Lymana Spitzera, który w latach 40. jako pierwszy zaprezentował ideę umieszczania teleskopów w przestrzeni kosmicznej.

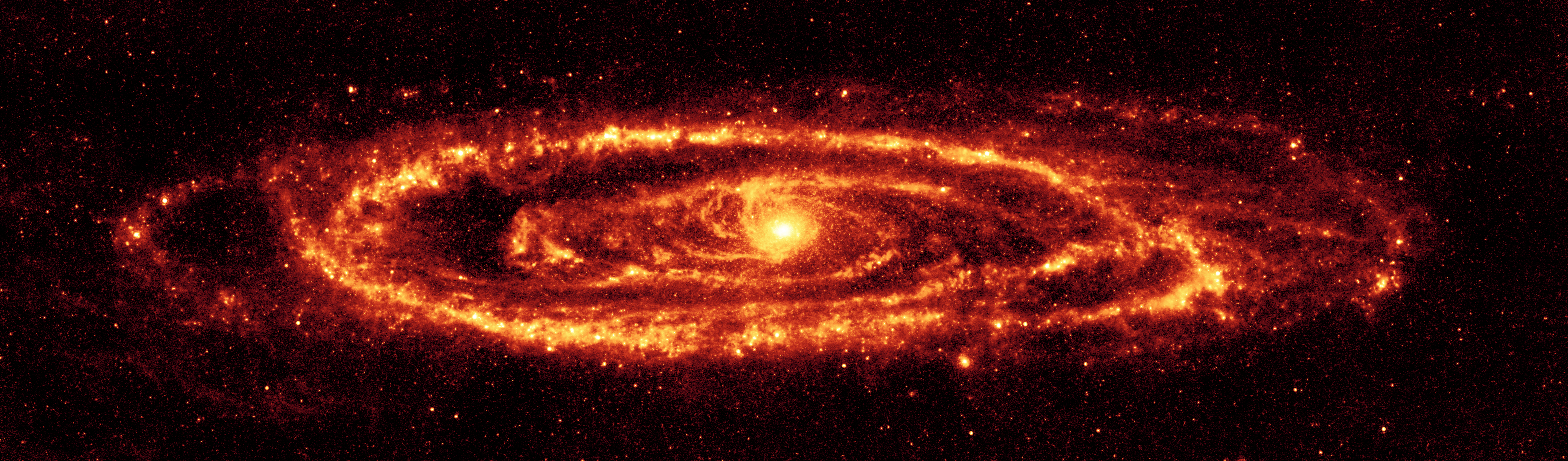
Zdjęcie galaktyki Andromedy (M31) zrobione przez Teleskop Spitzera w podczerwieni, 24 mikrometry

## Odkryte obiekty
- ClG J02182-05102
- TRAPPIST-1e
- TRAPPIST-1f
- TRAPPIST-1g
- TRAPPIST-1h